# Muyedobotongji
De Muyedobotongji is de geïllustreerde handleiding voor de soldaten aan het hof van de Joseondynastie (1392 - 1910) en vormt in de Koreaanse militaire geschiedenis het keerpunt van traditionele vechtkunsten met het moderne vuurwapentijdperk. Deze handleiding werd in 1790 op last van koning Jeongjo van Joseon geschreven door Lee Deok Moo (이덕무 hanja: 李德懋, 1741-1793) and Park Je Ga (박제가 hanja: 朴齊家, 1750-1805).
Het werd gepubliceerd in vier verschillende delen en nog een additioneel deel geschreven in het Koreaanse schrift, hangul. In de muyedobotongji worden vormen van gewapend gevecht en vormen van ongewapend gevecht beschreven. Verder worden er technieken en oefeningen beschreven voor het strijden te paard.
De muyedobotongji is gebaseerd op de oudst, bekende beschrijving van krijgskunsten in Korea, de Muyejebo (무예제보) welke werd geschreven in 1599 en de Muyesinbo (무예신보) uit 1759. De muyedobotongji vertoond echter ook duidelijk Chinese en Japanse invloeden. In de referentielijst van de muyedobotongji worden diverse oudere Koreaanse werken genoemd, maar ook werken uit Japan en China, bijvoorbeeld de Wubeizhi.

## Wapens
De volgende 24 technieken en wapens worden in de muyedobotongji beschreven.

### Deel 1
- Lange speer of lans - Jang chang (장창 hanja: 長槍) lange speer, gemaakt van eiken- of kastanjehout.
- Lange bamboespeer - Jook jang chang (죽장창 hanja: 竹長槍) speer met de lans gemaakt van bamboe
- Vlaggenspeer - Ki chang (기창 hanja: 期槍) speer met vlag bij de punt.
- Drietandige speer - Dang pa (당파 hanja: 當巴) speer met drie punten. De middelste punt langer om dieper te kunnen steken.
- Ruiterspeer - Ki chang (기창 hanja: 期槍) gelijk aan de vlaggenspeer maar gebruikt te paard.
- Doornige speer - Nang seon (낭선 hanja: 狼先) speer met veel punten, gedoopt in gif

### Deel 2
- Lang zwaard - Ssang soo do (쌍수도 hanja: 雙手刀) zwaard dat met twee handen gehanteerd diende te worden
- Scherp zwaard - Ye do (예도 hanja: 銳刀) oorspronkelijk tando of hwando. Een tweesnijdend zwaard werd geom genoemd, een enkelsnijdige zwaard een to.
- Japans zwaard - Wae geom (왜검 hanja: 倭劍) beschrijving voor Japanse zwaarden. Technieken overgenomen van Japanse gevangenen tijdens de Imjin-oorlog.

### Deel 3
- Commandantszwaard - Jae dok geom (제독검 hanja: 提督劍) werd net als Yedo om de middel gedragen. Vernoemd naar het zwaard van commandant Li Ru-song.
- Koreaans zwaard - Bon kook geom (본국검 hanja: 本國劍) ook wel Shingeom. Zwaard zoals dat gebruikt werd door de hwarang-strijders uit de Silla-dynastie.
- Dubbel zwaard - Ssang geom (쌍검 hanja: 雙劍) Een set even lange zwaarden.
- Dubbel zwaard te paard - Ma sang ssang geom (마상쌍검 hanja: 馬上雙劍) Zwaarden identiek aan de ssanggeom, maar in dit hoofdstuk worden de technieken voor het strijden te paard beschreven.
- Hellebaard - Wol do (월도 hanja: 月刀) een wapen dat veel lijkt op de Europese hellebaard. (zie afb.)
- Hellebaard te paard - Ma sang wol do (마상월도 hanja: 馬上月刀) technieken voor het gebruik van de wolto te paard.
- Korte hellebaard - Hyeop do (협도 hanja:挾刀) kortere versie van de hellebaard.
- Schild - Dung pae (등패) schild gebruikt met werpzwaard of werpspeer.

### Deel 4
- Ongewapend vechten - Kwon bub (권법 hanja: 拳法) Er worden 18 vormen van ongewapend gevecht beschreven
- Stoktechnieken - Kon bong (곤봉 hanja 棍棒) technieken voor het vechten met lange stok
- Vlegel - Pyon gon (편곤 hanja: 鞭棍) Een lange en korte stok met elkaar verbonden middels een touw of ketting
- Vlegel te paard - Ma sang pyon gon (마상편곤 hanja: 馬上鞭棍) het strijden met de vlegel te paard.
- Koreaans polo - Kyeok koo (격구 hanja: 擊毬) Een spel gelijk aan polo
- Rijvaardigheid - Ma sang jae (마상재 hanja: 馬上才) Zes ruitervaardigheden.

Hier worden 23 verschillende methodes beschreven, maar de technieken voor het strijden met het schild worden opgedeeld in tweeën.

## Invloed
Veel hedendaagse Koreaanse vechtkunsten beweren dat er een link is met de technieken zoals beschreven in de muyedobotongji. Hoewel deze link vaak niet te bewijzen is, gebruikt men de Muyedobotongji om Japanse invloeden, die tijdens de Japanse kolonisatie (1910-1945) de overhand namen op de ontwikkeling van de Koreaanse vechtkunsten, te marginaliseren. Ook wordt er veel serieus onderzoek gedaan naar de technieken die in de muyedobotongji beschreven staan, en probeert men aan de hand van de muyedobotongji een stukje cultureel erfgoed te hervinden. Er zijn in Korea verschillende stijlen die zich baseren op de muyedobotongji, waarvan de bekendste sippalki is.

## In Nederland
In Nederland is er een groeiende groep mensen die zich bezighoudt met het beoefenen van sibpalgi (십팔기, 十八技). Deze vechtkunst is gebaseerd op 18 technische gevechtsroutines die in de Moo Yae Shin Bo zijn beschreven. 'Sibpal' is Koreaans voor 18 en 'gi' of ki staat in dit geval voor techniek of methode.